# Johan Burman

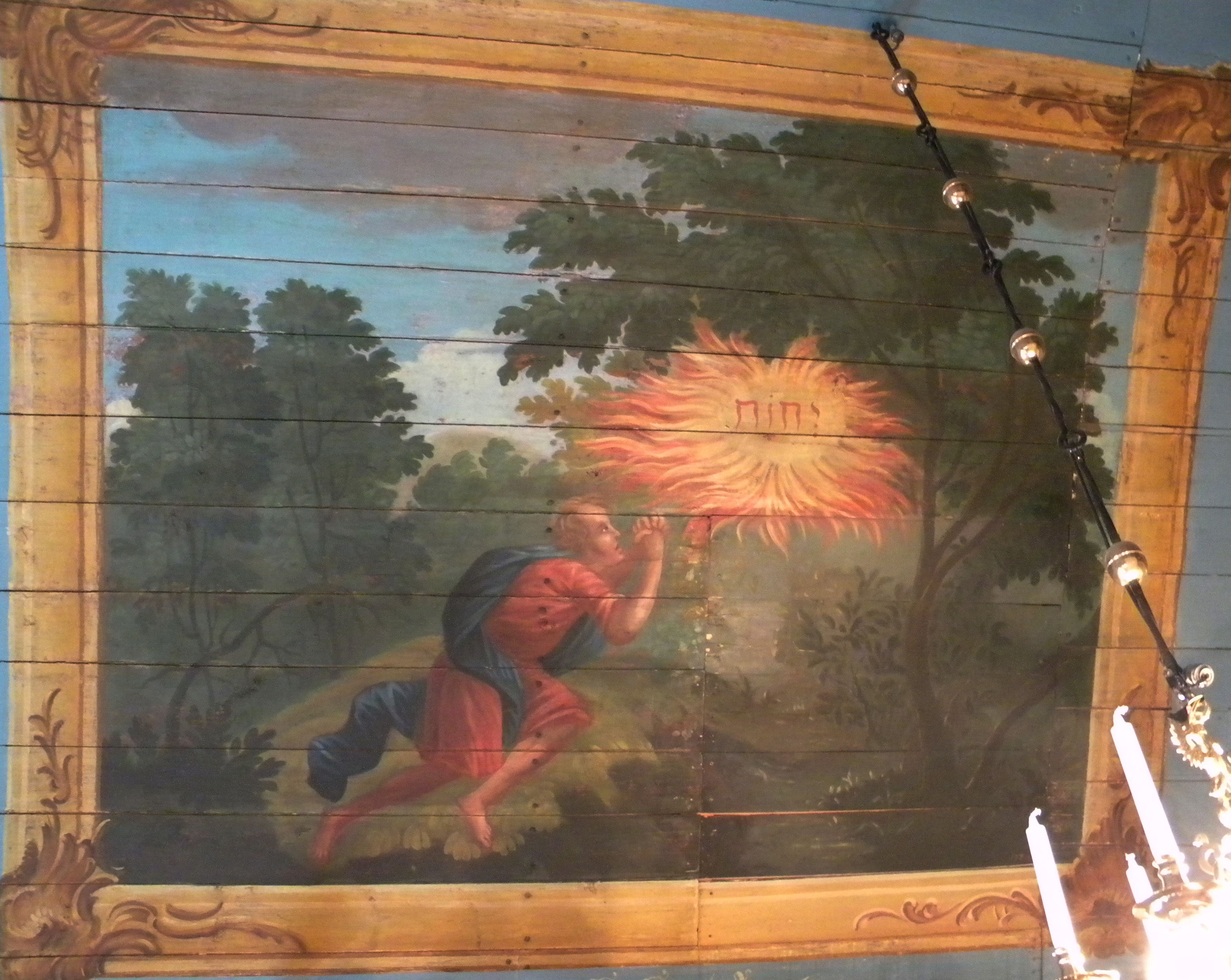
Del av takmålning i Skepplanda kyrka.

Johan Burman, född i Småland, var en svensk handelsman och dekorationsmålare verksam i Göteborg på 1700-talet.

## Biografi
Johan Burman skrevs in som lärling hos Johan Christian Zschotzscher i Växjö som var verksam under Göteborgs Målareämbete. Burman blev mästare i Göteborg 1755, men bosatte sig därefter i Lund. Först tio år senare flyttade han till Göteborg, där han utövade målaryrket tills han utträdde ur ämbetet 1773, varefter han var verksam som fabrikör och handelsman.

## Verk
- 1770 Skepplanda kyrka. Takmålningar. Bevarat.
- 1770-talets slut Göteborgs domkyrka. Dekorativ kyrkomålning. Försvunnet.